# Josandreva tincta
Josandreva tincta is een insect uit de familie van de Nemopteridae, die tot de orde netvleugeligen (Neuroptera) behoort. 
Josandreva tincta is voor het eerst wetenschappelijk beschreven door Navás in 1926.